# Дарова
Дарова (рум. Darova) насеље је у Румунији у округу Тимиш у општини Дарова. Oпштина се налази на надморској висини од 156 m.

## Историја
По "Румунској енциклопедији" место је основано 1786. године колонизацијом 57 породица Немаца из Шлезије и Баден Витенберга. Назив места је узет по грофу Јовану Јанковићу из Дарувара, који је био повереник округа Тимиш. Године 1885. ту је на периферији места насељено 72 породице из "Новог Села", насеља жупаније Торонтал, у српском делу Баната. 

## Становништво
Према подацима из 2011. године у насељу је живело 1415 становника.